# 1930年全仏選手権 (テニス)
1930年 全仏選手権（1930ねんぜんふつせんしゅけん、Internationaux de France de Roland-Garros 1930）に関する記事。フランス・パリにある「スタッド・ローラン・ギャロス」にて開催。

## 大会の流れ
- 男子シングルスは「81名」の選手による7回戦制で行われた。17名の選手を絞り落とすため、1回戦として17試合を実施し、他の47名は2回戦から出場した。女子シングルスは「43名」の選手による6回戦制で行われ、21名の選手に「1回戦不戦勝」（抽選表では“Bye”と表示）があった。
- シード選手は男子16名、女子8名。シード選手でも、1回戦から出場した人と、2回戦から登場した人がいる。2回戦から登場した選手が初戦敗退の場合は「2回戦＝初戦」と表記する。

## シード選手

### 男子シングルス
1. アンリ・コシェ　（優勝、2年ぶり3度目：国際大会化後）
2. ビル・チルデン　（準優勝）
3. ジャン・ボロトラ　（ベスト4）
4. ウンベルト・デ・モルプルゴ　（ベスト4）
5. エドガー・ムーン　（ベスト8）
6. ジャック・クロフォード　（2回戦）
7. ジョージ・リトルトン・ロジャース　（ベスト8）
8. アンドレ・メルリン　（2回戦＝初戦）
9. ハリー・ホップマン　（ベスト8）
10. エマニュエル・デュプレ　（4回戦）
11. ウラジミール・ランダウ　（3回戦）
12. ジャック・ブルニョン　（3回戦）
13. ウィルバー・コーエン　（4回戦）
14. 太田芳郎　（4回戦）
15. フランツ・マテイカ　（2回戦＝初戦）
16. オットー・フロイツハイム　（2回戦＝初戦）

### 女子シングルス
1. ヘレン・ウィルス・ムーディ　（優勝、大会3連覇）
2. フィービ・ワトソン　（ベスト8）
3. シモーヌ・マチュー　（ベスト8）
4. シリー・アウセム　（ベスト4）
5. エリザベス・ライアン　（ベスト8）
6. リリ・デ・アルバレス　（ベスト4）
7. ヘレン・ジェイコブス　（準優勝）
8. アイリーン・ベネット　（2回戦＝初戦）

## 大会経過

### 男子シングルス
準々決勝
- アンリ・コシェ vs.  ハリー・ホップマン　6-1, 2-6, 6-3, 6-3
- ウンベルト・デ・モルプルゴ vs.  エドガー・ムーン　6-2, 6-2, 4-6, 2-6, 6-3
- ジャン・ボロトラ vs.  コリン・グレゴリー　6-4, 6-4, 6-3
- ビル・チルデン vs.  ジョージ・リトルトン・ロジャース　6-1, 6-1, 7-5

準決勝
- アンリ・コシェ vs.  ウンベルト・デ・モルプルゴ　7-5, 6-1, 6-2
- ビル・チルデン vs.  ジャン・ボロトラ　2-6, 6-2, 6-4, 4-6, 6-3

### 女子シングルス
準々決勝
- ヘレン・ウィルス・ムーディ vs.  アームガード・ロスト　6-0, 6-1
- シリー・アウセム vs.  エリザベス・ライアン　4-6, 6-1, 6-0
- リリ・デ・アルバレス vs.  シモーヌ・マチュー　6-3, 7-5
- ヘレン・ジェイコブス vs.  フィービ・ワトソン　5-7, 6-3, 6-1

準決勝
- ヘレン・ウィルス・ムーディ vs.  シリー・アウセム　6-2, 6-1
- ヘレン・ジェイコブス vs.  リリ・デ・アルバレス　6-1, 6-0

## 決勝戦の結果
- 男子シングルス： アンリ・コシェ vs.  ビル・チルデン　3-6, 8-6, 6-3, 6-1
- 女子シングルス： ヘレン・ウィルス・ムーディ vs.  ヘレン・ジェイコブス　6-2, 6-1
- 男子ダブルス： アンリ・コシェ＆ ジャック・ブルニョン vs.  ハリー・ホップマン＆ ジム・ウィラード　6-3, 9-7, 6-3
- 女子ダブルス： ヘレン・ウィルス・ムーディ＆ エリザベス・ライアン vs.  シモーヌ・マチュー＆ シモーヌ・バルビエ　6-3, 6-1
- 混合ダブルス： ビル・チルデン＆ シリー・アウセム vs.  アンリ・コシェ＆ アイリーン・ベネット　6-4, 6-4